# Omarz
Omarz é uma aldeia da província de Panjshir no Afeganistão. É o local de nascimento do ex-primeiro vice-presidente do Afeganistão, Mohammed Fahim. Este lugar tem significado histórico durante a Primeira Guerra de Sunnai.